# روبرت آدامز (كاتب)
روبرت آدامز (بالإنجليزية: Robert Adams)‏ هو كاتب أمريكي، ولد في 1781، وتوفي في 1850.